# Hirado
Hirado (平戸市 Hirado-shi?) este un municipiu din Japonia, prefectura Nagasaki.